# St. Clair County (Alabama)
St. Clair County is een county in de Amerikaanse staat Alabama.
De county heeft een landoppervlakte van 1.641 km² en telt 64.742 inwoners (volkstelling 2000). De hoofdplaats is Ashville.